# Brandenburgische Rechtsanwaltskammer
Die Rechtsanwaltskammer des Landes Brandenburg (RAK) ist eine von 28 Rechtsanwaltskammern in Deutschland. Sie ist eine Körperschaft des öffentlichen Rechts und hat ihren Sitz in Brandenburg an der Havel, einer kreisfreien Stadt im Land Brandenburg.
Eigenen Angaben zufolge gehören der Kammer rund 2200 Mitglieder an. Der Kammerbezirk erstreckt sich im Bezirk des Oberlandesgerichts Brandenburg (OLG Brandenburg) auf die Landgerichtsbezirke Cottbus, Frankfurt (Oder), Neuruppin und Potsdam.
Die Selbstverwaltungsorganisation der zugelassenen Rechtsanwälte und Rechtsanwaltsgesellschaften wird von einem aus vier Personen bestehenden Präsidium sowie zehn weiteren Vorstandsmitgliedern geleitet.